# Tituš Brezovački
Tituš, Tito (Baltazar) Brezovački poznat i pod imenom Brezovachky Titus, Brezovatsky Tituš, Baltazar (Zagreb, 4. siječnja 1757. – Zagreb, 29. listopada 1805.) bio je hrvatski književnik, točnije komediograf i pjesnik stare hrvatske književnosti. U svoje doba istaknuo se ponajviše svojim dramskim djelima, koja je pisao na kajkavskom narječju (pjesme je pisao i na latinskom i njemačkom): neke njegove štokavsko-ijekavske pjesme kao da pretkazuju smjer prema kojemu će krenuti Hrvatski narodni preporod.

## Životopis
Rodio se u Zagrebu. Osnovnu školu završio je u Zagrebu. Nakon niže gimnazije koju je pohađao u Varaždinu i Zagrebu, 1773. godine ušao je u pavlinski red, gdje je djelovao u Remetama te u samostanu svete Jelene. 
Teološki studij započeo je 1776. u Lepoglavi, a potom je filozofiju i teologiju završio u Pešti. Boravak u Pešti bio je važan i za književno opredjeljenje Brezovačkoga, gdje su mu kao primjer mogla poslužiti rodoljubna književna nastojanja nekih mađarskih književnika. Zaredio se 1781. godine i u Varaždinu dobiva službu gimnazijskog profesora. Godine 1786. ukinut je pavlinski red te Brezovački prelazi u svjetovne svećenike i zbog nesuglasica sa svećenstvom i biskupom Maksimilijanom Vrhovcem često mijenja župe (Varaždin, Križevci, Rakovac, Zagreb, Krapina, Požega, Zagreb). Tijekom te iste godine nastalo je njegovo prvo dramsko djelo pod imenom "Sveti Aleksij". U idućim godinama često je mijenjao mjesto stanovanja i zanimanje pa je tako živio u Varaždinu gdje je bio propovjednikom, u Križevcima je bio pomoćnik župnika, dok je u selu Rakovcu bio kapelan. Godine 1789. preselio se u Zagreb gdje je živio u skromnim materijalnim uvjetima, a potom odlazi u Krapinu gdje je ostao četiri godine i imao svoju župu. Treba spomenuti da je za vrijeme boravka u Krapini napisao je "Kovača Krapinskoga", ali je to djelo izgubljeno. Nakon toga preselio se na kratko u Ruševac pored Požege, a 1799. godine ponovo se preselio u Zagreb. U Zagrebu je bio svećenik altarist u crkvi sv. Marka. Uz nova zaduženja, uslijedile su i zdravstvene poteškoće, a Brezovački se tih posljednjih godina svoga života počinje intenzivnije baviti književnim radom. Umro je 1805. godine iscrpljen plućnom bolesti.

## Djela i književno stvaralaštvo
Na razmeđu stoljeća, uoči 1790. godine u Zagrebu, u dvostrukoj se ulozi javlja bivši pavlin Tituš Brezovački. Brezovački se javlja kao (predštokavski) navjestitelj novih vremena te (kajkavski) komediograf. Pripada među prve koji, u Zagrebu, priznaju vrijednost Kačićeve štokavštine i potrebu da se ona postavi kao standard cjelokupne hrvatske književnosti. Književni ugled ipak je stekao svojim dramskim radom. Njegovo prvo dramsko djelo je "Sveti Aleksi" nastao 1786. kao tipična školska drama kakvu su gajili isusovci. Napisao ju je za đake varaždinske gimnazije, gdje je i izvedena prije no što je tiskana u Zagrebu 1786. To je obrada legende o svecu isposniku (pustinjaku) koji je na dan vjenčanja napustio roditeljski dom i vrativši se nakon sedamnaest godina kao siromah, još toliko godina živio neprepoznat. Iako sputan svećeničkim zvanjem i nekim stvaralačkim nedoumicama, već u oblikovanju lika sluge Favorina navijestio se budući komediograf kao kritičar zbilje. 
Istaknuo se i svojim komedijama: "Matijaš Grabancijaš dijak" prikazan 1804. godine te igrokazom "Diogeneš iliti sluga dveh zgubleneh bratov" koju je Toma Mikloušić objavio 1823. godine. U navedenim djelima prikazao je zanimljive crte i strane hrvatskoga građanskog društva i života svoga vremena. Za komediju "Matijaš Grabancijaš dijak" pretpostavlja se da je napisana 1803. godine, a prvi puta je tiskana 1804. godine u Zagrebu. Riječ je o igrokazu koji je predstavljen u kraljevskom plemićkom konviktu 12. veljače 1804. godine u Zagrebu. Drugo izdanje djela iz 1821. godine priredio je Toma Mikloušić, koji je uveo stvarne i formalne izmjene. Djelo zabavlja humorom i slikom zagrebačkog građanstva 1800. godine. Radnja se odvija u Zagrebu u tri čina na kajkavskom narječju, što doprinosi humorističnosti, a napisano je u prozi sa stihovanim predgovorom. Za temelj radnje uzeto je pučko vjerovanje u đake grabancijaše (od tal. negromazia čaranje, grabancija je pokvarena talijanska riječ gramanzia). Glavni lik je grabancijaš koji je uz dvanaest godina škole završio još jednu dodatnu (trinaestu godinu) gdje je naučio čarolije i "dobio" nadnaravne moći, no on je ustvari pametan mladić koji iskorištava lakovjernost drugih ljudi da ih izliječi od njihovih mana.
"Diogeneš ili sluga dveh zgubljeneh bratov" komedija je iz 1823., a objavljena je u izvorniku tek 1940. godine. Pričom o dvojici izgubljene braće koji traže jedan drugoga, Brezovački ponovno iznosi na scenu društvenu sliku tadašnjeg Zagreba, a sama je radnja kopija nepoznatog njemačkog uzora. U gostionici pod istim krovom žive dva gospodina (braća Ferdinand i Hermenegild) koje služi isti sluga (Diogeneš). Dva brata ne znaju jedan za drugoga zbog promijenjenih imena nakon što su bili razdvojeni. Diogeneš je Ferdinandov izgubljeni sin, transformirani lik sluge, daje eksplicitnu kritiku na povlastice plemstva. Vrlo je bistar i okretan sluga, intrigant no u odnosu prema gospodarima nije protivnički nastrojen kao u prijašnjim djelima kod npr. Marina Držića. Radnja komedije započinje povratkom Diogeneša s pošte i njegovim razgovorom sa svojim gospodarima. Njihova prava imena su Jozef (Diogeneš), Pavel  (Ferdinand), Peter Ljubmir (Hermenegild). Djelo obiluje plautističko-molierevskim obilježjima kao i onima iz prosvjetiteljske drame.
Najpoznatija pjesma Brezovačkog jest elegija "Utok triju sestara, Dalmacije, Hrvatske i Slavonije" (Dalmatiae, Croatiae et Slavoniae, trium sororum recursus) u kojoj brani hrvatsku samosvojnost od mađarizacije, a u poglavito prigodničarskoj kajkavskoj poeziji ističe se "Jeremijaš nad hrvatskoga orsaga zrušenjem nerekujuči", u kojem se oštro suprotstavlja raspadanju moralnih vrednota u Hrvatskoj, zbog čega je 1801. cenzura tu jadikovku zabranila. 
Kronološki poredana djela:
- "Sveti Aleksij", drama (1786.)
- "Matijaš grabancijaš dijak", komedija (1804.)
- "Diogeneš ili sluga dveh zgubljeneh bratov", komedija (1805.)
- "Jeremijaš nad hrvatskoga orsaga zrušenjem nerekujuči",  satira

## Vanjske poveznice
- Mathias Grabantzias Diak (1804.), books.google.hr
- Diogenesh ili Szluga dveh zgublyeneh bratov (1823.), digitalnezbirke.kgz.hr